# Mary Colleen Daly
Mary Colleen Daly, més coneguda com a Mary Daly, és una economista estatunidenca, que es va convertir en la 13a presidenta i directora executiva del Banc de la Reserva Federal de San Francisco l'1 d'octubre de 2018. Forma part del Comitè Federal de Mercat Obert  de fixació de tarifes de la Reserva Federal de manera rotativa. Anteriorment, Daly va ser la vicepresidenta executiva i directora d'investigació del Banc de la Reserva Federal de San Francisco, al qual es va incorporar a treballar com economista el 1996.
La seva recerca és en els camps de la macroeconomia i l'economia del treball i se centra en la dinàmica de la força de treball i en els impactes de la política monetària i fiscal. Ha publicat treballs influents sobre la dinàmica dels salaris, l'ocupació i la força de treball, la desigualtat econòmica, l'economia de la seguretat social i la discapacitat i les polítiques públiques basades en l'evidència.

## Trajectòria
Daly va néixer a Ballwin, Missouri. El seu pare era treballador de correus i la seva mare era mestressa de casa. Daly va obtenir un GED i, finalment, una llicenciatura en economia i filosofia per la Universitat de Missouri-Kansas City el 1985. At the time, she was 15 years of age. Més tard va rebre un màster a la Universitat d'Illinois Urbana-Champaign el 1987 i un doctorat en economia a la Maxwell School de la Universitat de Syracuse el 1994. Va completar una beca postdoctoral al National Institute of Aging de la Northwestern University el 1996.
El 1996, Daly es va unir a la Reserva Federal de San Francisco com a economista investigadora. Va ascendir progressivament a l'organització convertint-se en vicepresidenta executiva i directora d'investigació el 2017. La seva recerca s'ha centrat en la dinàmica del mercat laboral i els impactes agregats i distributius de la política monetària i fiscal. Ha publicat treballs sobre desigualtat econòmica, dinàmiques de salaris i atur, augmentant la producció mitjançant el desenvolupament de la força de treball i la política de discapacitat i jubilació.
Daly considera a Janet Yellen una mentora, afirmant que la seva carrera "va esclatar" després que Yellen fos nomenada presidenta de la Fed de San Francisco el 2004. (Yellen es va convertir en la vicepresidenta de la Fed el 2010, i més tard la seva presidenta el 2014).
L'1 d'octubre de 2018, Daly es va convertir en el 13a presidenta i consellera delegada del Banc de la Reserva Federal de San Francisco, succeint a John C. Williams, que va marxar el juny de 2018 per convertir-se en el president i conseller delegat del Banc de la Reserva Federal de Nova York.
El maig de 2019, Daly va servir com a ponent a la sessió inaugural de la Syracuse University.

### Vida privada
Daly és la primera dona obertament homosexual a liderar un banc regional de la Reserva Federal, unint-se al president del Banc de la Reserva Federal d'Atlanta, Raphael Bostic, que també és obertament gai. És la segona dona que dirigeix la Fed de San Francisco. Daly està casada i resideix a la zona de la badia de San Francisco.

## Publicacions destacades
- Daly, Mary C., Greg J. Duncan, George A. Kaplan, John W. Lynch (1998). "Macro-to-Micro Linkages in the Relation between Income Inequality and Mortality", The Millbank Quarterly, 76(3), 315–339, doi:10.1111/1468-0009.00094.
- Daly, Mary C., Bart Hobijn, Ayşegül Şahin, Robert G Valletta (2012). "A Search and Matching Approach to Labor Markets: Did the Natural Rate of Unemployment Rise?", Journal of Economic Perspectives, 26(3), 3-26, doi:10.1257/jep.26.3.3.
- Daly, Mary C., Bart Hobijn (2017). "Composition and Aggregate Real Wage Growth", American Economic Review (Papers and Proceedings), 105(7), 349–352, doi:10.1257/aer.p20171075.

## Llibres
- Lifecycle Events and Their Consequences: Job Loss, Family Change, and Declines in Health, Stanford University Press, 2013 (co-edited with Kenneth A. Couch and Julie Zissimopoulus), ISBN 9780804785853.
- The Declining Work and Welfare of People with Disabilities: What Went Wrong and a Strategy for Change, American Enterprise Institute Press, Washington, DC, 2011 (with Richard Burkhauser), ISBN 978-0-8447-7215-8.
- Income Mobility and the Middle Class, American Enterprise Institute Press, Washington, DC, 1996 (with Richard Burkhauser, Amy D. Crews, and Stephen Jenkins), ISBN